# The Fever (película de 2004)
The Fever es una película de drama psicológico de 2004 producida por HBO Films, dirigida por Carlo Gabriel Nero y basada en la obra de teatro de 1990 del mismo nombre de Nero y el actor Wallace Shawn.
La película está protagonizada por la madre del director, Vanessa Redgrave, e incluye cameos de Angelina Jolie, la media hermana del director Joely Richardson y el documentalista ganador del Oscar Michael Moore.

## Fondo
La obra original era una pieza de teatro experimental interpretada a modo de monólogo por el autor de la obra, Wallace Shawn. A diferencia de las obras convencionales, Shawn inicialmente representó The Fever no en un teatro, sino en casas privadas con cita previa. Más tarde, representó la pieza en un teatro, pero, de acuerdo con el deseo de ser poco convencional en la presentación, Shawn evitó la iluminación, los decorados y los programas teatrales, y se mezcló con el público inmediatamente antes de que comenzara la obra. En una entrevista con The Paris Review, Shawn explicó que utilizó estos enfoques novedosos para evitar que la gente descartara el mensaje de la obra como simplemente "gran teatro".

## Argumento
La película sigue la crisis existencial de una sofisticada urbana anónima (Vanessa Redgrave) que toma conciencia de la naturaleza de la política mundial, la explotación económica y el consumismo insípido que la rodea. Una serie de acontecimientos la llevan a visitar un país anónimo del tercer mundo, que representa un lugar exótico en algún lugar de Europa del Este, donde toda la economía y la población están orientadas a la industria turística. Incluso mientras disfruta del raro sabor de sus productos, un periodista (Michael Moore) le hace plenamente consciente de la realidad detrás de la fachada, quien, posteriormente, le sugiere una visita al vecino del país devastado por la guerra para experimentar una imagen real de vida en la región. Ella lo hace y su vida cambia para siempre.
Una vez de regreso, y ahora profundamente en sintonía con el mundo que la rodea, ya no puede volver a encajar en su antiguo estilo de vida elitista y consumista; ver óperas, hablar de arte y teatro con amigos, comprar "cosas bonitas" y engrandecer sus insignificantes luchas cotidianas, todo le parece sin sentido en comparación con su reciente macro epifanía. Comparada con la lucha global por la existencia, su vida comienza a parecer insignificante. Después de haber vivido en la burbuja su vida libre de culpa y llena de placer, ahora se ve desafiada a mirar más allá de la comodidad y pronto se encuentra en medio de un dilema moral, cuestionando la coherencia moral de su propia vida y las elecciones que han afectado la vidas de los pobres en rincones lejanos del mundo. Siente que no puede ser verdaderamente libre después de haber comprendido esta nueva realidad, que confronta su ceguera ante las duras verdades de la lucha de clases y su sentido de derecho, que en el pasado había sido roto, sólo ocasionalmente, por muestras de simpatía.
Regresa a la nación devastada por la guerra para explorar más a fondo sus sentimientos, y esta nueva realidad ahora la profundiza cada vez más. Esto conduce a un delirante ataque de fiebre en un hotel en ruinas donde su yo interior desafía su necesidad de comodidad y derecho, culminando en un momento de despertar espiritual y una percepción de "unidad" con toda la realidad. Finalmente ve la verdad sobre su propia vida y su conexión innata con cada ser humano, comprendiendo la naturaleza transitoria de su vida material. Ya no puede sentarse, inmersa en sus comodidades personales y su vanidad, o en "sábanas limpias", como ella lo llama, y fingir que todo está bien cuando el mundo que la rodea está lleno de conflictos y explotación para millones de personas. Se le muestra su inmunidad anterior ante su situación y, por extensión, finalmente puede ver la verdad de su propia vida, como se resume en el lema de la película: La iluminación puede ser brutal.

## Reparto
- Vanessa Redgrave como Mujer
- Angelina Jolie como Revolucionaria
- Michael Moore como Reportero
- Joely Richardson como Mujer a los 30

## Producción
Partes de la película se rodaron en Snowdonia y Penmon, Anglesey en el norte de Gales para representar ubicaciones en Europa del Este

## Premios
- 2005: Festival Internacional de Cine de Bratislava: Gran Premio : Carlo Gabriel Nero : Nominada[6]
- 2008: Premios del Sindicato de Actores : Mejor actriz en telefilm o miniserie : Vanessa Redgrave : Nominada

## Recepción
Una reseña del New York Times describe la obra de Shawn como un "estudio controvertido del creciente abismo entre el primer y el tercer mundo". El mismo periódico describe la adaptación cinematográfica como "un drama que emplea animación y monólogos en primera persona que invitan a la reflexión para explorar el concepto de privilegio burgués ".